# Incendie du supermarché Ycuá Bolaños
 (juin 2021).
L'incendie du supermarché Ycuá Bolaños est un incendie survenu le 1er août 2004 à Asuncion, au Paraguay. Après le début de l'incendie, les sorties ont été verrouillées pour empêcher les gens de voler des marchandises. Le bâtiment manquait également de systèmes de protection incendie adéquats. Plus de 400 personnes ont été tuées et plus de 300 ont été blessées. Le président de la société de supermarchés, ainsi que divers employés, ont ensuite été condamnés à des peines de prison pour leurs actions lors de l'incendie.

## Contexte
Le supermarché Ycuá Bolaños V, situé dans la capitale Asunción, au Paraguay, a ouvert ses portes le 7 décembre 2001. Le bâtiment de deux étages se composait d'un parking souterrain au niveau inférieur et d'un espace de vente et d'une aire de restauration au deuxième étage. Deux mezzanines séparées contenaient des bureaux administratifs et une extension de l'aire de restauration.
Selon l'avocat de la défense du propriétaire de l'immeuble, la boulangerie et la cuisine de l'aire de restauration n'étaient pas correctement ventilées, ce qui entraînerait une accumulation de fumée et de gaz dans l'immeuble. La structure manquait également d'un extincteur automatique à eau et les détecteurs de fumée ne fonctionnaient pas.

## Incendie
L'incendie s'est déclaré le 1er août 2004, avec deux explosions au premier étage. L'incendie a duré sept heures avant que les pompiers ne parviennent à l'éteindre. Le bilan final est de 327 morts et plus de 300 blessés. On pensait que la cause était une cheminée de barbecue défectueuse qui laissait échapper des gaz chauds inflammables dans le plafond, qui s'enflammait.
Plusieurs survivants de l'incendie et des pompiers volontaires ont affirmé que, lorsque l'incendie s'est déclaré, les portes du complexe ont été délibérément fermées sous la direction des propriétaires, Juan Pío Paiva et son fils, Víctor Daniel, piégeant des personnes à l'intérieur, afin d'empêcher les gens de fuir avec des marchandises sans les payer. La direction du centre commercial a nié l'accusation. Paiva, son fils et un gardien de sécurité se sont rendus à la police et ont été formellement inculpés.

## Conséquences
Le 5 décembre 2006, Juan Pío Paiva, Víctor Daniel Paiva et l'agent de sécurité ont été reconnus coupables d'homicide involontaire avec une peine maximale de cinq ans de prison. Le parquet recherchait cependant une peine de 25 ans de prison. À la lecture du verdict, des survivants en colère et des membres de la famille du défunt ont lancé une violente manifestation à l'intérieur de la salle d'audience, qui s'est ensuite étendue dans les rues d'Asunción. Le parquet a demandé un nouveau procès.
Le 2 février 2008, un nouveau tribunal a jugé que le trio avait commis un homicide par négligence. Juan Pío Paiva, président de l'entreprise, a été condamné à 12 ans de prison. Son fils Víctor Daniel Paiva, présent au début de l'incendie, a été condamné à 10 ans de prison. L'agent de sécurité Daniel Areco, qui a fermé les portes, a été condamné à 5 ans de prison. Par ailleurs, l'actionnaire Humberto Casaccia, également présent au début de l'incendie, a été condamné à deux ans et demi de prison pour mise en danger de personnes sur son lieu de travail. L'architecte Bernardo Ismachowiez, qui a conçu et construit le complexe, a passé deux ans en résidence surveillée pour "activités dangereuses dans la construction". Depuis lors, Víctor Daniel et Juan Pío ont tous deux été mis en liberté surveillée en 2013 et 2014, respectivement, après qu'une décision de la Cour d'appel a décidé qu'ils devaient purger le reste de la peine en liberté pour bonne conduite.